# Liste der Regierungschefs von Katar
Der Premierminister von Katar (arabisch رئیس الوزرا القطری) ist offiziell das zweitmächtigste Amt im Staat Katar nach dem Emir. Er steht der Regierung vor.
Chalifa bin Hamad Al Thani, der damalige Emir von Katar, schuf dieses Amt am 29. Mai 1970 und übte es bis zum 27. Juni 1995 selbst aus. Er wurde von seinem Sohn Hamad bin Chalifa Al Thani entmachtet. Seit dem 7. März 2023 ist Mohammed bin Abdulrahman Al Thani der aktuelle Premierminister.

## Premierminister von Katar (seit 1970)
| # | Name (Lebensdaten)                                                                            | Bild | Amtsbeginn       | Amtsende                       |
| - | --------------------------------------------------------------------------------------------- | ---- | ---------------- | ------------------------------ |
| 1 | Chalifa bin Hamad Al Thani خليفة بن حمد آل ثاني (1932–2016)                                   |      | 29. Mai 1970     | 27. Juni 1995 (entmachtet)     |
| 2 | Hamad bin Chalifa Al Thani حمد بن خليفة آل ثاني (1952–)                                       |      | 27. Juni 1995    | 29. Oktober 1996               |
| 3 | Abdullah bin Chalifa Al Thani عندالله بن خليفة آل ثاني (1959–)                                |      | 29. Oktober 1996 | 3. April 2007 (zurückgetreten) |
| 4 | Hamad ibn Dschasim ibn Dschabir Al Thani حمد بن جاسم بن جبر آل ثاني (1959–)                   |      | 3. April 2007    | 26. Juni 2013                  |
| 5 | Abdullah bin Nasser bin Chalifa Al Thani سعادة الشيخ عبدالله بن ناصر بن خليفة آل ثاني (1965–) |      | 26. Juni 2013    | 28. Januar 2020                |
| 6 | Chalid bin Chalifa bin Abdulasis Al Thani خالد بن خليفة بن عبد العزيز آل ثاني (1968–)         |      | 28. Januar 2020  | 7. März 2023                   |
| 7 | Mohammed bin Abdulrahman Al Thani محمد بن عبدالرحمن بن جاسم آل ثاني (1980–)                   |      | 7. März 2023     | amtierend                      |